# Bóka János
Bóka János (Szolnok, 1978. július 27. –) magyar jogász, egyetemi docens, 2023. augusztus 1-től európai uniós ügyekért felelős miniszter.

## Életpályája
1996-ban a szolnoki Verseghy Ferenc Gimnáziumban érettségizett. Jogi diplomáját  2001-ben a Szegedi Tudományegyetem Állam- és Jogtudományi Karán  szerezte meg. 2005 és 2006 között mesterképzésen vet részt a brüsszeli Vrije Universiteiten. 2013-ban a Szegedi Tudományegyetemen PhD fokozatot szerzett.
A Szegedi Tudományegyetemen 2001 és 2003 között tanársegédként dolgozott az Állam- és Jogtudományi Kar Nemzetközi jogi és Európa-jogi Tanszékén. 2003 és 2004 között az Információs Hivatalban dolgozott, ezt követően egészen 2009-ig képviselői munkatárs volt az Európai Parlamentben Szent-Iványi István, az SZDSZ EP-képviselőjének asszisztenseként. Ugyanebben az évben az SZDSZ EP-képviselőjelöltje is volt az európai parlamenti választáson. 2009-től tanársegédként, majd 2011 és 2016 között adjunktusként dolgozott a Szegedi Tudományegyetem Állam- és Jogtudományi Karán.
2014-től 2015-ig főtanácsadóként dolgozott a Kúria Polgári Kollégiuma mellett.
2015 és 2019 között a Nemzeti Közszolgálati Egyetem egyetemi docense, majd 2016 és 2017 között a dékánhelyettese.
2017 és 2018 között az Országos Bírósági Hivatal Magyar Igazságügyi Akadémia igazgatója.
2018-tól 2020-ig az Igazságügyi Minisztérium európai uniós és nemzetközi igazságügyi együttműködésért felelős államtitkára.
2019  és 2022 között egyetemi docens a Károli Gáspár Református Egyetem Állam- és Jogtudományi Karán.
2021. január 15 és 2022 között a miniszterelnök európai uniós kérdésekért felelős államtitkára a Miniszterelnöki Kormányirodán
2022. május 28 óta miniszterelnöki biztos, a miniszterelnök EU sherpája.
2022 és 2023 között európai uniós ügyekért felelős államtitkár az Igazságügyi Minisztériumban.
2023. augusztus 1-je óta európai uniós ügyekért felelős miniszter.
Angolul és franciául felsőfokon, oroszul középfokon beszél.

## Családi állapota
Nős, két gyermek édesapja.